# 棒瑚菌科
棒瑚菌科（学名：Clavariadelphaceae），是钉菇目下的一科真菌。本科的模式属为棒瑚菌属（Clavariadelphus）。

## 下属物种
- Beenakia
- 棒瑚菌属 Clavariadelphus